# Daniel Granada
Daniel Granada y Conti (Vigo, España, 3 de setiembre de 1847 - Madrid, 3 de diciembre de 1929) fue un escritor, lingüista y antropólogo español radicado en Uruguay desde temprana edad.

## Biografía
Llegó siendo muy pequeño a Uruguay junto a sus padres proveniente desde Vigo, en Montevideo cursó sus estudios de Bachillerato y se graduó en Leyes en 1870. Ejerció el cargo de  prosecretario  del  Consejo  Universitario (1868-73), fue profesor de literatura del Ateneo de Montevideo (1877) y profesor interino de Derecho de Gentes de la Universidad(1884).
Fue designado como Juez Letrado de Comercio el 31 de mayo de 1873. A  mediados  de  la  década  1880-90  se  radicó  en  Salto, donde  permaneció por más de quince años,  dedicado a su  profesión de abogado y al periodismo. Desde allí redactó las dos ediciones (1889 y  1890) del libro Vocabulario rioplatense razonado y de su obra fundamental Reseña histórico-descriptiva de antiguas y modernas supersticiones del Río de la Plata publicada en 1896.
En Montevideo una calle lo recuerda y homenajea.

## Obras
- Vocabulario Rioplatense Razonado. (Montevideo, 1889)
- Reseña histórico-descriptiva de antiguas y modernas supersticiones del Río de la Plata. (Montevideo, 1896)